# Schistura multifasciata
Schistura multifasciata és una espècie de peix de la família dels balitòrids i de l'ordre dels cipriniformes.
Fa 9,8 cm de llargària maxima. No té dimorfisme sexual, tot i que les femelles són més grasses. És un peix d'aigua dolça, bentopelàgic i de clima tropical, el qual viu als rierols i rius de corrent ràpid amb fons de grava de l'est de l'Himàlaia (des del riu Tista fins als rius Kali i Gogra, incloent-hi el Nepal i Myanmar).
És inofensiu per als humans.

## Manteniment en captivitat
L'aquari ha de tindre un flux d'aigua constant i ben oxigenada, amb pedretess de grans dimensions o fragments de pissarra per crear-hi amagatalls i delimitar zones (és una espècie territorial), un fons de còdols, sorra o grava fina i una il·luminació bastant brillant. El pH de l'aigua ha d'ésser entre 6 i 7,5, i la temperatura entre 18 i 25 °C. La seua reproducció en captivitat és encara una incògnita.